# 賭城大道
賭城大道（英語：Las Vegas Strip）是美国內华达州克拉克郡內南拉斯维加斯大道上长约4.2英里（6.8公里）的一个路段。賭城大道并不在拉斯维加斯的城市范围内，而是位于拉斯维加斯市界线以南、天堂市和溫徹斯特市（Winchester）的未收编城镇內。賭城大道的大部分区段被指定为美国风景道路，夜间的賭城大道也被认定符合景观道路的特色。许多世界上最大的饭店、赌场和度假村坐落于賭城大道两旁，这些饭店总计提供超过62,000间客房。
賭城大道最显著的特色之一是有著许多戏剧化的建筑。大道旁林立著现代化的饭店、赌场、餐厅和住宅摩天大楼等，让賭城大道成为世界上最受欢迎旅游景点之一。

## 图片

### 廣域

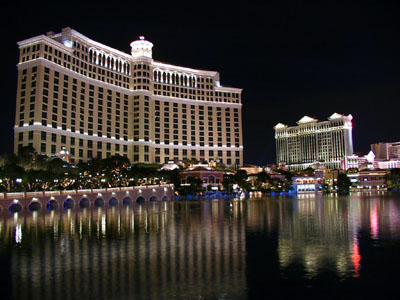
百樂宮酒店與凱薩宮酒店的夜景
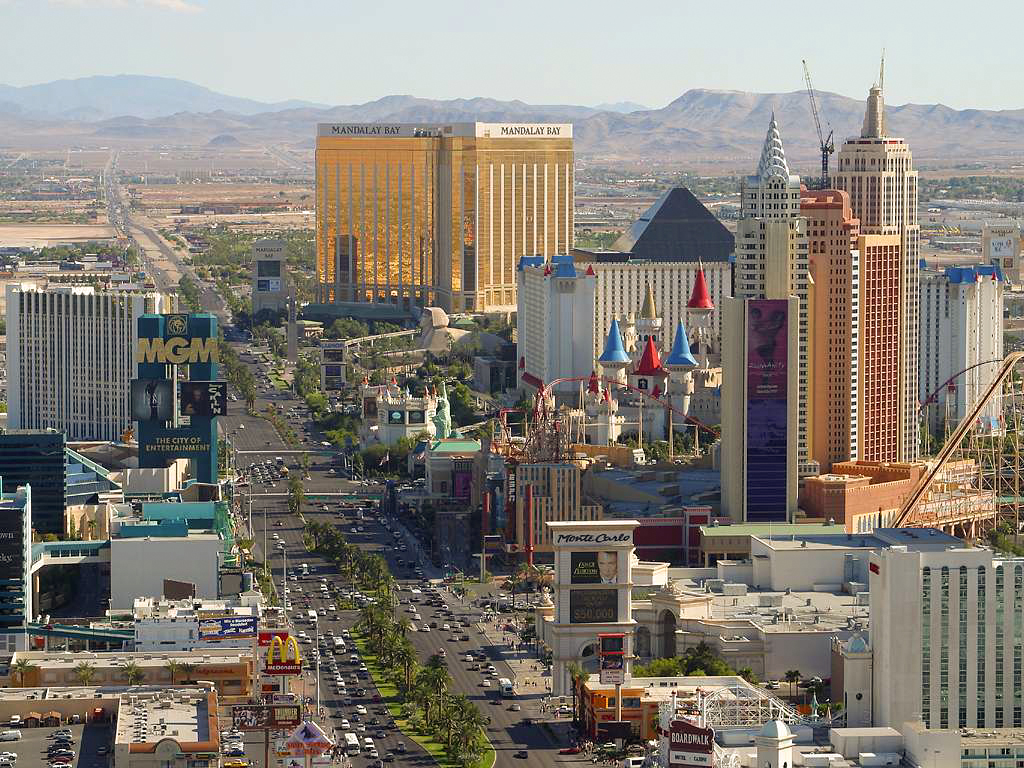
2003年鸟瞰
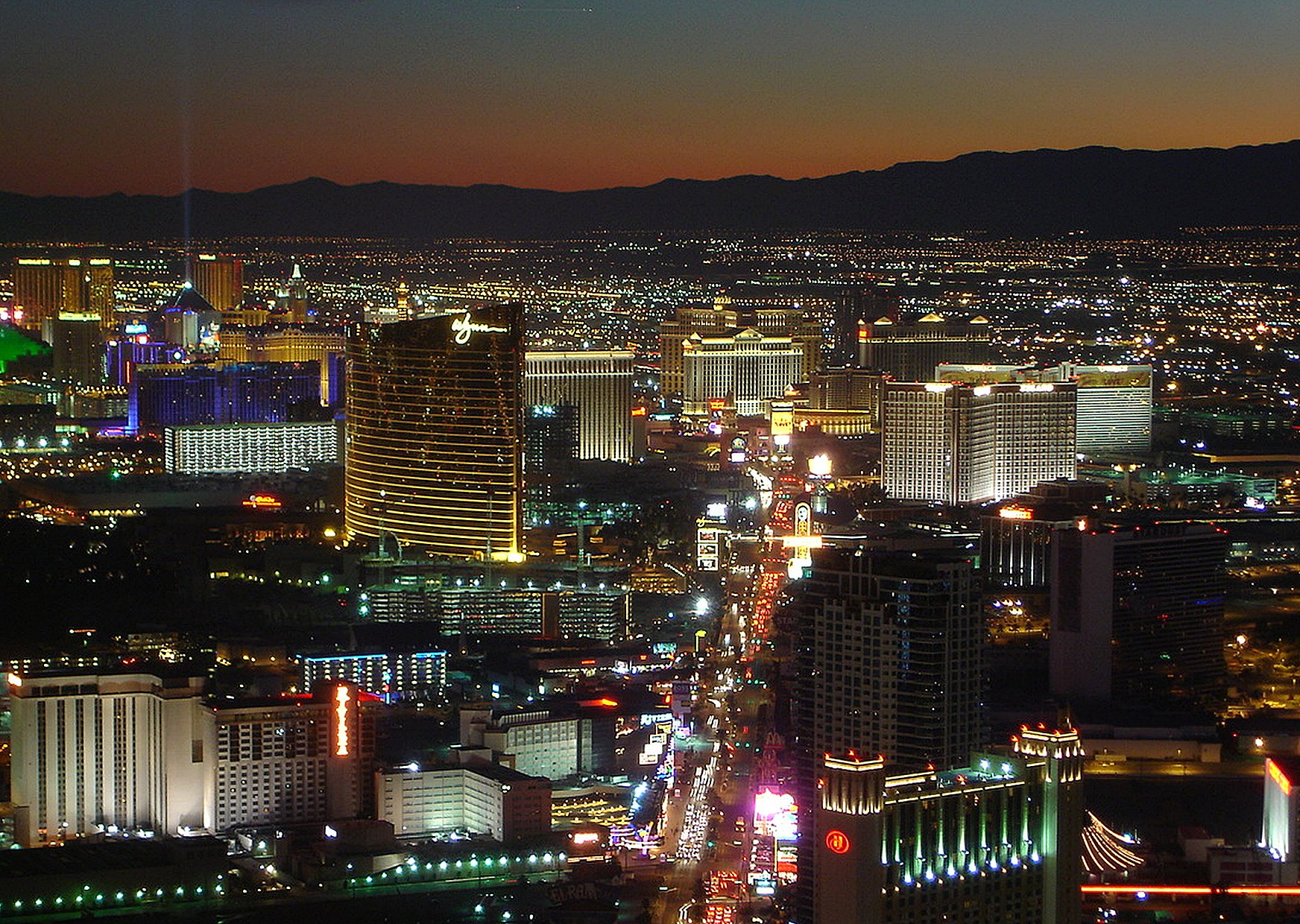
2007年鸟瞰
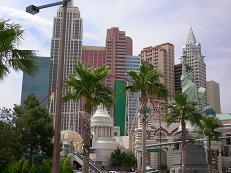
紐約-紐約酒店

### 軌道交通

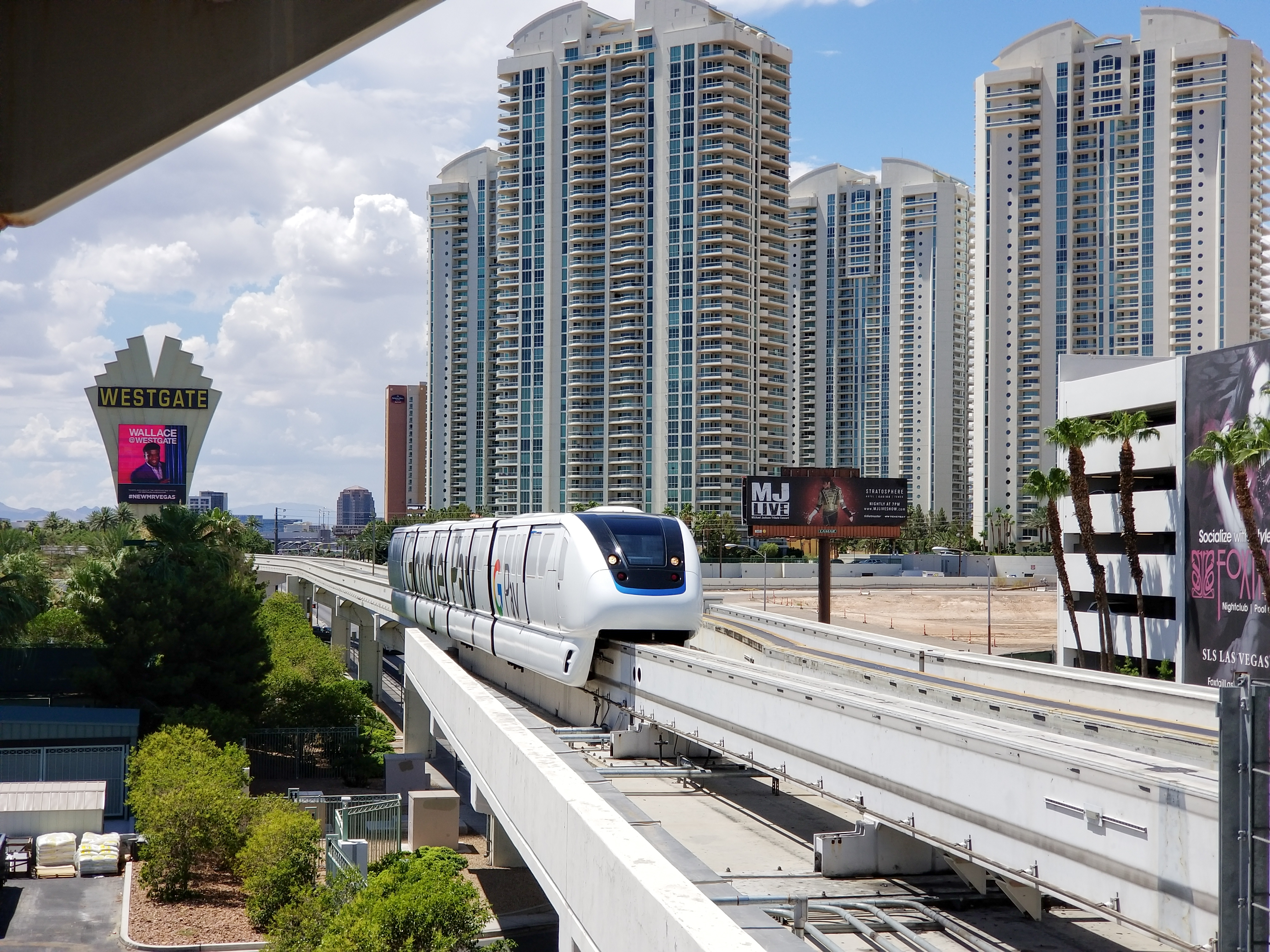
拉斯维加斯单轨
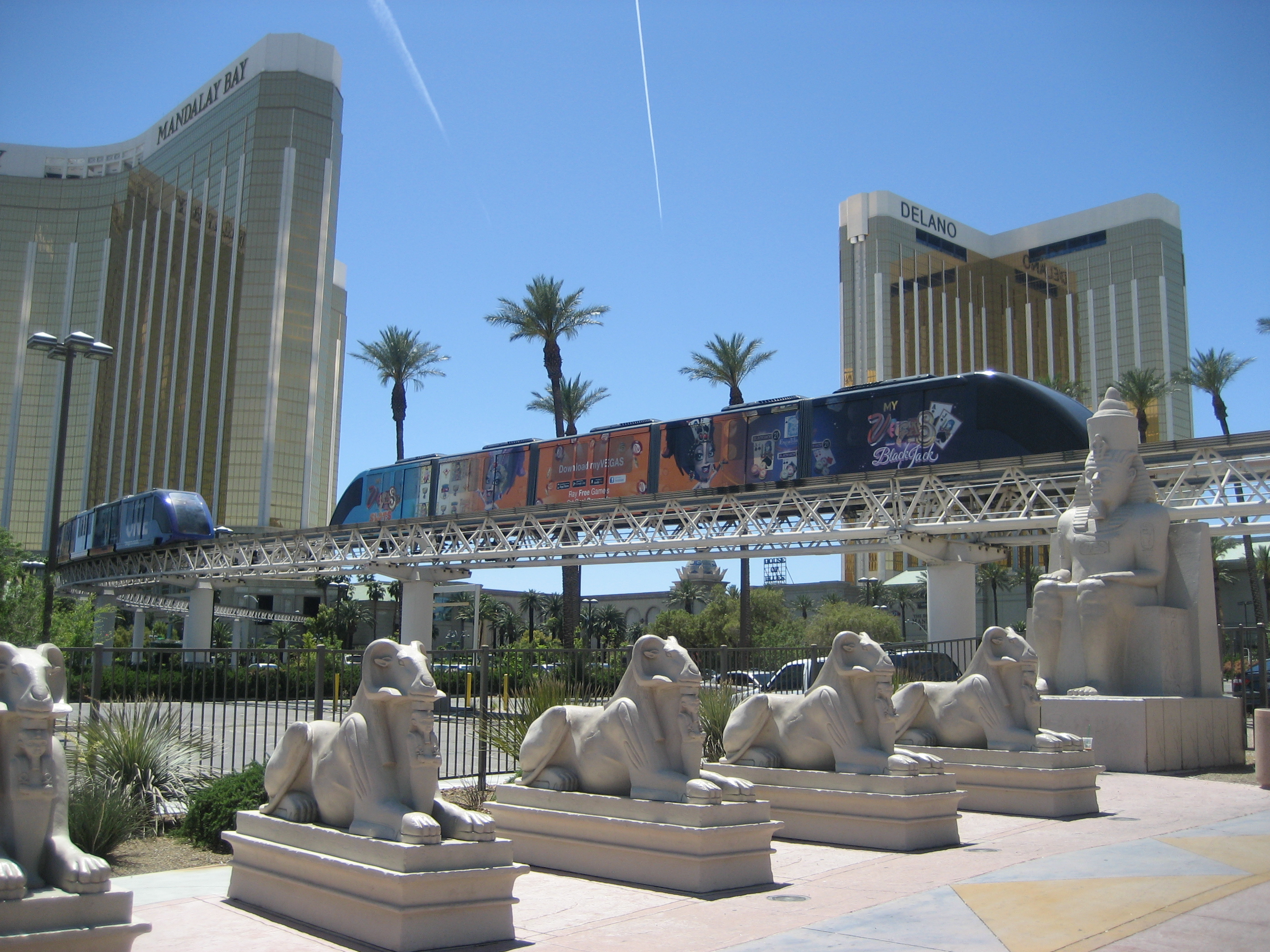
曼德勒海湾缆车
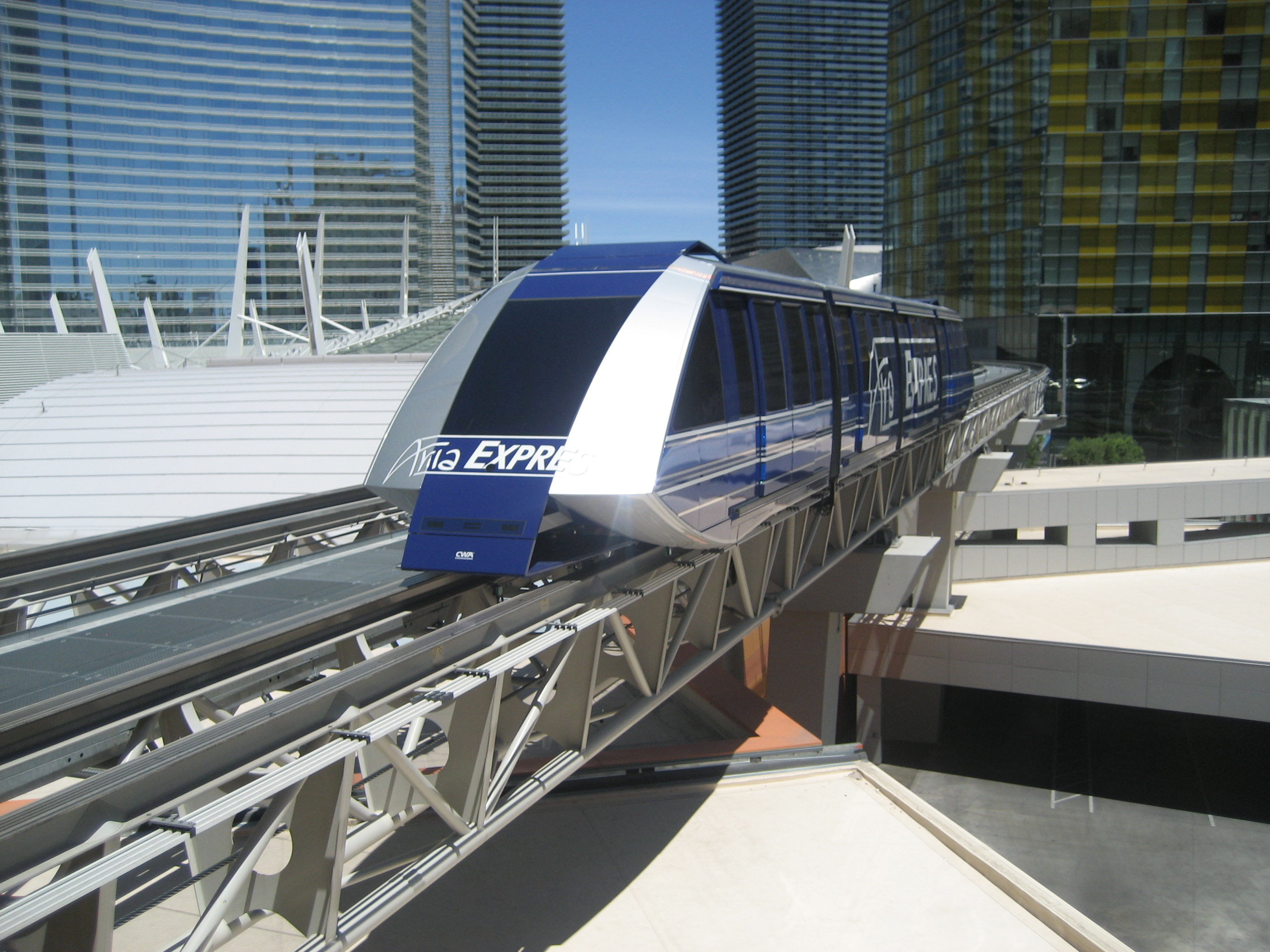
阿丽雅特快
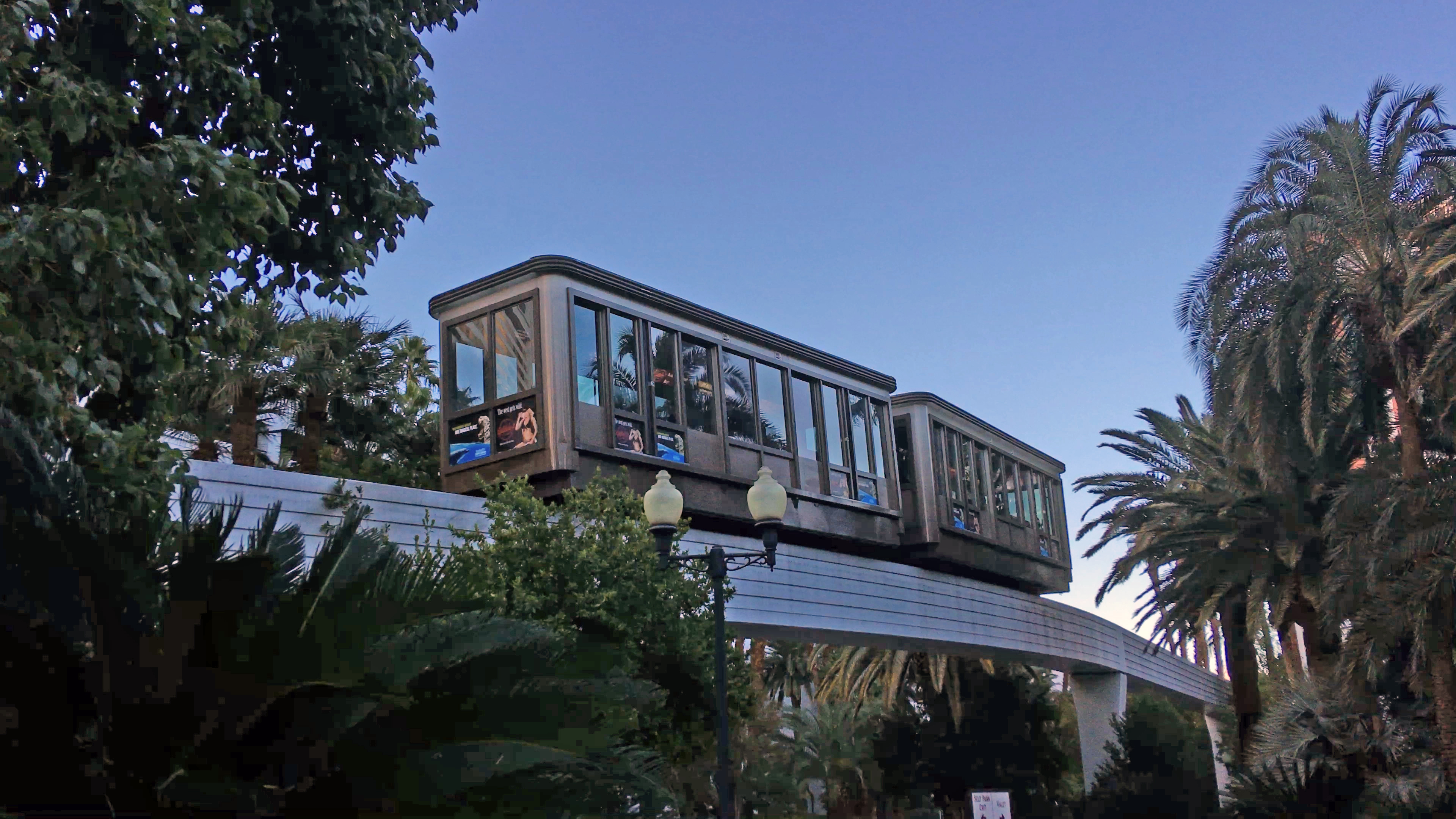
米拉奇-金银岛缆车

## 资料来源
1. ↑  Google Inc.  (地图). Google Inc. June 17, 2010  [June 17, 2010].
2. ↑   (新闻稿). Federal Highway Administration. 2000-06-15  [2008-06-22]. （原始内容存档于2012-09-24）.
3. ↑   (新闻稿).   [2008-06-22]. （原始内容存档于2006-06-12）.
4. ↑  .   [2014-02-17]. （原始内容存档于2017-01-15）.
5. ↑  Lukas, Scott A. . Scott A. Lukas  (编). . Lexington Books. 2007: 75–95. ISBN 0-7391-2142-1.